# Calificare (termen juridic)
Calificarea este o instituție de drept internațional privat. Acesta reprezintă o problemă de interpretare și aplicare a normelor conflictuale. Finalitatea operațiunii de calificare constă în stabilirea sensului noțiunilor unei norme juridice și încadrarea acesteia într-o anumită categorie. Calificarea pe care o dă instanța influențează în mod direct legea aplicabilă raportului juridic.

### De ce este nevoie de calificare?
Normele juridice ale unui sistem de drept fac parte din anumite categorii, iar la rândul lor normele conflictuale sunt corespunzătoare unor categorii de raporturi pentru care se stabilește legea aplicabilă. Normele conflictuale se pot referi la capacitate, forma actelor juridice, condiții de fond, efectele contractului, bunuri, succesiune, procedură. Sensul acestor noțiuni poate diferi de la la un sistem de drept la altul. 
Astfel, autorizația necesară pentru încheierea unui act juridic poate fi considerată o condiție de formă a actelor sau o condiție de capacitate? Locul încheierii unui contract între persoane absente poate fi unde s-a emis acceptarea sau locul unde ofertantul primește acceptarea?

### Legea după care se face calificarea
- 1. După lex fori

Calificarea normelor juridice se face după legea națională a instanței. O astfel de soluție a fost adoptată și în legislația română. Conform art. 3 din legea de drept internațional privat atunci când determinarea legii aplicabile depinde de calificarea ce urmează să fie dată unei instituții de drept sau unui raport juridic se ia în considerare calificarea juridică stabilită de legea română.
- 2. După lex causae

Exista opinii care susțin că normele juridice trebuie să se califice după sistemul de drept din care fac parte, adică după lex causae - legea străină competentă cu privire la un raport juridic sau unul din elementele sale.
Situații în care calificarea nu se face după lex fori:
- autonomia de voință - atunci când părțile pot opta pentru legea după care să se facă calificarea
- calificarea secundară - aceasta intervine după calificarea primară, și are în vedere lex causae
- bunurile imobile - calificarea se face după legea locului în care se află acestea situate (lex rei sitae)
- retrimiterea
- insituții juridice necunoscute - dacă instituția juridică nu este cunoscută de dreptul intanței (de exemplul insituția de trust din dreptul englez), calificarea se va face după legea care reglementează acea instituție
- cetățenia - cetățenia se califică întotdeauna după legea națională. (de exemplu calitatea de cetățean francez se poate stabili numai după legea franceză)
- convențiile internaționale

### Felurile calificării
Calificarea poate fi primară sau secundară.
- Calificarea primară stabilește legea aplicabilă raportului cu element de extraneitate. Calificarea primară se face după legea forului și are drept scop rezolvarea unui conflict de legi.
- Calificarea secundară urmează celei primare fiind o problemă a legii interne. Aceasta nu influențează desemnarea legii competente. Calificarea secundară se face după lex causae. De exemplu, caracterul civil sau comercial al unui contract se determină după indicarea legii aplicabile contractului.

### Calificarea și conflictele între legile naționale
Deși reprezintă o problemă de interpretare a normelor de drept conflictual calificarea este proprie conflictelor între legile naționale. Inițial D.I.P. s-a confruntat cu studierea conflictelor dintre legile provinciale, ceea ce nu presupunea mari diferențe de interpretare din moment ce ordonanțele regale și dreptul roman asigurau o oarecare uniformitate. 
Mai târziu, după formarea statelor naționale principala preocupare a D.I.P. a fost rezolvarea conflictelor între legile naționale. S-a observat o diversitate de soluții pronunțate în diferite țări ceea ce a dus la recunoașterea calificării ca instituție.
Dificultățile determinate de conflictele de calificare au fost atenuate în ultimele decenii, ca urmare a adoptării de reglementări care să permită stabilitatea soluțiilor. De exemplu, convenția europeană de arbitraj comercial internațional, încheiată la Geneva la 21 aprilie 1961 arată ceea ce se înțelege prin arbitraj, convenția de arbitraj, sediu. O astfel de reglementare asigură eficiența prevederilor din convențiile internaționale și previne conflictele de calificări.